# Andreas Flury
Andreas Flury (* 19. Oktober 1853 in Schiers; † 10. August 1938 ebenda, reformiert, heimatberechtigt in Schiers und Saas im Prättigau) war ein Schweizer Arzt.

## Leben
Andreas Flury wurde am 19. Oktober 1853 als Sohn des Pfarrers Peter Flury in Schiers geboren. Nach Absolvierung des  Gymnasiums in Stuttgart belegte er ein Medizinstudium in Tübingen und Zürich, das er 1879 mit dem Staatsexamen abschloss. Zusätzlich erhielt er kurze chirurgische Weiterbildungen unter anderem bei Ferdinand Riedinger in Würzburg, Richard Volkmann in Halle, Bernhard von Langenbeck in Berlin oder bei Theodor Billroth in Wien. Danach führte er von 1880 bis 1938 eine Arztpraxis in Schiers. Parallel dazu wirkte er von 1881 bis 1926 als Arzt des Spitals Schiers, davon 25 Jahre ehrenamtlich.
Andreas Flury, der 1885 Anna geborene Guyer ehelichte, verstarb am 10. August 1938 zwei Monate vor Vollendung seines 85. Lebensjahres in Schiers.

## Wirken
Andreas Flury, der zusammen mit seinem Bruder Paul die sozialen Aktivitäten seines Vaters fortsetzte, kam darüber hinaus auch für das Defizit der Spitalrechnung auf. Er war ein Förderer der Volkshygiene sowie volkskundlich und kulturell interessiert.